# ZPA IQ-151
ZPA IQ-151 (IQ-151) је кућни рачунар фирме ZPA који је почео да се производи у Чехословачкој током 1984. године.
Користио је TESLA MHB 8080 или Intel 8080 микропроцесорску јединицу а RAM меморија рачунара је имала капацитет од 32 KB, до 64 KB (онда се може користити MIKROS OS).
Као оперативни систем кориштен је ROM монитор, AMOS (Almost Memory Oriented System – студентски пројект - MFF UK), MIKROS (са 64 KB RAM).

## Детаљни подаци
Детаљнији подаци о рачунару IQ-151 су дати у табели испод.
|                       |                                                        |
| [ 1 ]                 |                                                        |
| Произвођач            |                                                        |
| Тип                   | кућни рачунар                                          |
| Меморија              | 32 KB, до 64 (онда се може користити MIKROS OS)        |
| Поријекло             | Чехословачка                                           |
| Година                | 1984                                                   |
| Тастатура             | 71 тастер са функцијским и тастерима смјера            |
| Процесор              | 8080 или                                               |
| Фреквенција процесора | 2                                                      |
| RAM                   | 32 KB, до 64 (онда се може користити MIKROS OS)        |
| ROM                   | 6 (EPROM)                                              |
| Текст                 | 32 или 64 стубова x 32 линије                          |
| Графика               | 512 x 256 - полуграфички мод са GRAFIK спољним модулом |
| Боја                  | једна боја                                             |
| Звук                  | 1 глас генератор звука, уграђени звучник               |
| Димензије             | 40,5 (ширина) x 44,5 (дубина) x 12,3 (висина)          |
| Портови               |                                                        |
| Оперативни систем     | монитор, ( – студентски пројект - (са 64               |